# Botch
Botch em luta profissional refere-se a uma falha na tentativa de realizar um movimento roteirizado ou uma fala planejada, causada por engano, erro de cálculo ou julgamento equivocado. Muitos botches são inofensivos, como quando um lutador erra uma fala, perde uma deixa ou cai antes que o movimento do oponente realmente o atinja. No entanto, em algumas ocasiões, um movimento mal cronometrado ou mal executado resultou em ferimentos graves ou até mesmo em morte.

## Causas
Uma causa comum de botches é a inexperiência. Jackie Gayda, vencedora da competição Tough Enough 2, em um de seus primeiros combates televisionados (uma luta de [ag team com Christopher Nowinski contra Trish Stratus e Bradshaw na edição de 8 de julho de 2002 do Raw de Filadélfia, Pensilvânia), cometeu praticamente todos os movimentos que tentou executar, sendo o mais infame um second-rope bulldog executado por Stratus, que Gayda vendeu com dois segundos de atraso. Em 26 de abril de 1976, Bruno Sammartino sofreu uma fratura no pescoço em uma luta contra o relativamente inexperiente Stan Hansen no Madison Square Garden, quando Hansen executou inadequadamente um body slam. Bruno voltou oito semanas depois para uma revanche.
Outra causa ocorre quando o lutador sofre uma lesão pouco antes ou durante a luta, ou não está em condições adequadas para realizar a luta e ela acontece mesmo assim. Um exemplo disso ocorreu durante uma luta mal recebida entre The Undertaker e Goldberg no Super Showdown 2019, quando Goldberg (que estava com uma concussão durante toda a luta) falhou ao executar seu finalizador Jackhammer em Undertaker e acabou deixando-o cair de cabeça sem proteção. Undertaker não sofreu uma lesão no pescoço devido ao botch, pois caiu sobre o bíceps de Goldberg, que serviu de amortecimento para a queda. Outro exemplo foi a luta pelo título entre Jeff Hardy e Sting no TNA Victory Road 2011, que foi interrompida devido à preocupação nos bastidores sobre o bem-estar de Jeff Hardy, pois ele teria consumido bebidas alcoólicas e drogas horas antes da luta e não estava em condições adequadas para competir antes mesmo do início da luta.

## Exemplos notórios de botches com consequências graves
Darren Drozdov (Droz): Em 1999, durante uma gravação do SmackDown, Droz sofreu uma lesão cervical grave após um powerbomb mal executado por D'Lo Brown, resultando em paralisia quadriplégica. A luta nunca foi transmitida, mas o incidente é amplamente documentado como um dos mais trágicos na história da WWE.
Steve Austin e Owen Hart: Em 1997, durante o SummerSlam, Owen Hart executou um piledriver que resultou em uma lesão cervical para Steve Austin. Embora Austin tenha sobrevivido ao acidente, a lesão contribuiu para sua aposentadoria precoce.
Brock Lesnar no WrestleMania XIX: Lesnar tentou um shooting star press durante sua luta contra Kurt Angle. Devido a uma execução inadequada, ele caiu de cabeça, resultando em uma concussão. A luta continuou, mas Lesnar estava visivelmente afetado.
Tyson Kidd e Samoa Joe: Em 2015, durante uma luta ao vivo, Samoa Joe executou um Muscle Buster em Tyson Kidd, resultando em uma lesão cervical grave. Kidd sobreviveu ao acidente, mas a lesão foi tão séria que apenas 5% das pessoas sobrevivem a ela.